# I Liga 1979/1980

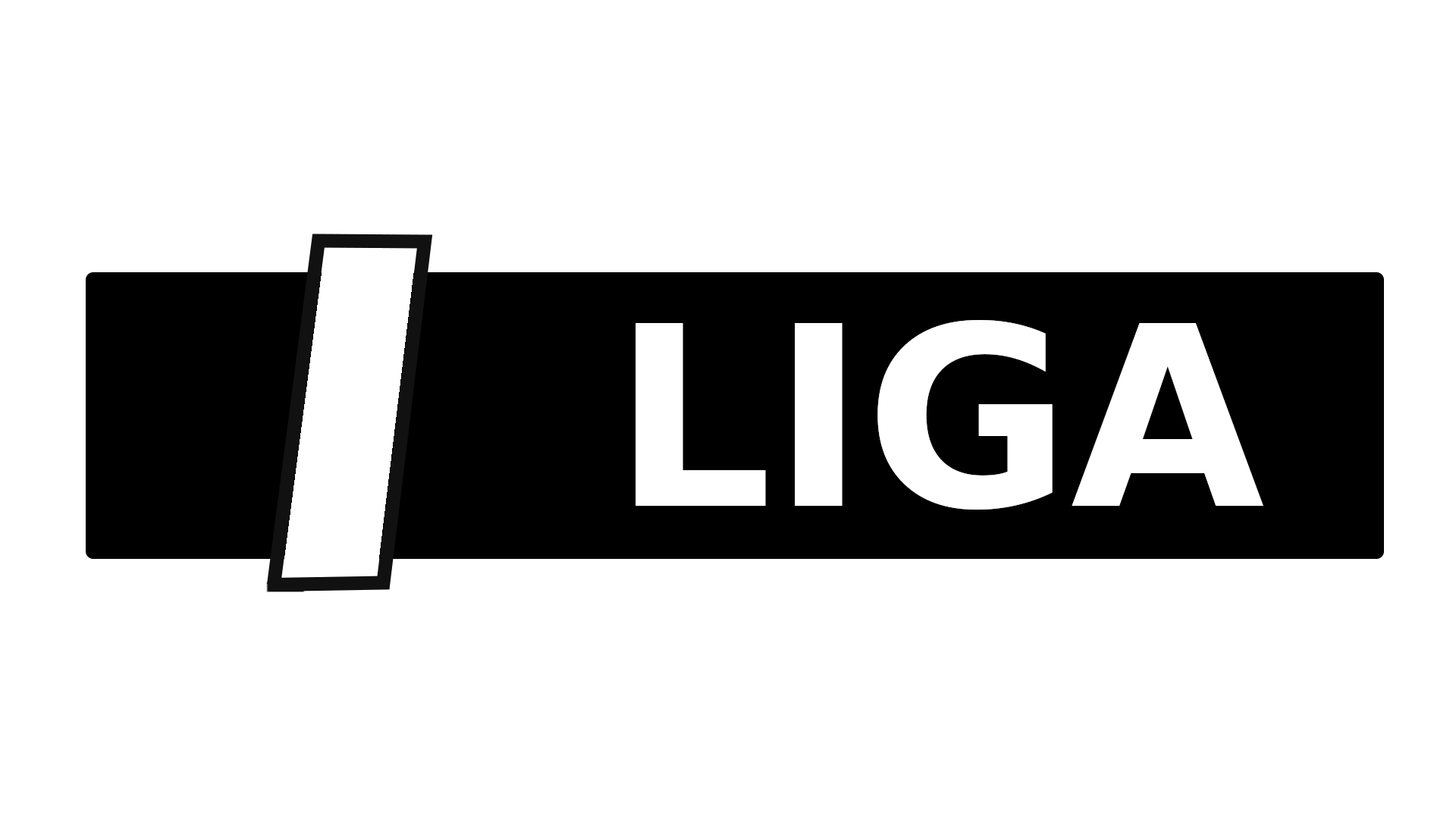
logo

Ekstraklasa 1979/80 byla nejvyšší polskou fotbalovou soutěží. Vítězem se stal a do Poháru mistrů evropských zemí se kvalifikoval tým Szombierki Bytom. Do Poháru UEFA se kvalifikovaly týmy Widzew Łódź a Śląsk Wrocław. Účast v Poháru vítězů pohárů si zajistil vítěz poháru Legia Varšava.
Soutěže se zúčastnilo celkem 16 celků, soutěž se hrála způsobem každý s každým doma-venku (celkem tedy 30 kol) systémem podzim-jaro. Při shodném počtu bodů rozhodovaly o pořadí vzájemné zápasy. Sestoupily poslední 2 týmy GKS Katowice a Polonia Bytom.

## Tabulka
| Poř. | Tým                   | Z  | V  | R  | P  | VG | OG | B  |
| ---- | --------------------- | -- | -- | -- | -- | -- | -- | -- |
| 1.   | Szombierki Bytom      | 30 | 16 | 7  | 7  | 42 | 26 | 39 |
| 2.   | Widzew Łódź           | 30 | 13 | 10 | 7  | 47 | 39 | 36 |
| 3.   | Legia Varšava         | 30 | 14 | 8  | 8  | 38 | 31 | 36 |
| 4.   | Śląsk Wrocław         | 30 | 15 | 6  | 9  | 40 | 34 | 36 |
| 5.   | Wisla Krakov          | 30 | 15 | 4  | 11 | 58 | 37 | 34 |
| 6.   | Górnik Zabrze (N)     | 30 | 10 | 12 | 8  | 36 | 38 | 32 |
| 7.   | ŁKS Łódź              | 30 | 11 | 10 | 9  | 38 | 40 | 32 |
| 8.   | Arka Gdynia           | 30 | 13 | 5  | 12 | 35 | 32 | 31 |
| 9.   | Odra Opole            | 30 | 10 | 11 | 9  | 21 | 26 | 31 |
| 10.  | Lech Poznań           | 30 | 12 | 6  | 12 | 34 | 32 | 30 |
| 11.  | Ruch Chorzów          | 30 | 11 | 7  | 12 | 44 | 42 | 29 |
| 12.  | Zagłębie Sosnowiec    | 30 | 10 | 7  | 13 | 36 | 33 | 27 |
| 13.  | Stal Mielec           | 30 | 7  | 12 | 11 | 28 | 34 | 26 |
| 14.  | Zawisza Bydgoszcz (N) | 30 | 8  | 8  | 14 | 35 | 52 | 24 |
| 15.  | GKS Katowice          | 30 | 7  | 7  | 16 | 32 | 44 | 21 |
| 16.  | Polonia Bytom (N)     | 30 | 3  | 10 | 17 | 23 | 47 | 16 |

|  | Pohár mistrů evropských zemí 1980/81 |
|  | Pohár vítězů pohárů 1980/81          |
|  | Pohár UEFA 1980/81                   |
|  | Sestup do 2. ligy                    |

## Nejlepší střelci
|    |        | hráč               | tým                | PG |
| -- | ------ | ------------------ | ------------------ | -- |
| 1. | Polsko | Kazimierz Kmiecik  | Wisla Krakov       | 24 |
| 2. | Polsko | Tadeusz Pawłowski  | Śląsk Wrocław      | 16 |
| 3. | Polsko | Zbigniew Mikołajow | Zagłębie Sosnowiec | 12 |
| 3. | Polsko | Roman Ogaza        | Szombierki Bytom   | 12 |

## Soupiska mistra -Szombierki Bytom
Wiesław Surlit (30/0) - Jan Byś (29/2), Andrzej Grzuska (6/0), Stefan Herisz (27/4), Paweł Janik (29/2), Stanislaw Kwaśniowski (27/2), Józef Matura  (1/0), Andrzej Mierzwiak (30/1), Eugeniusz Nagiel (29/10), Roman Ogaza (28/12), Wojciech Rabenda (12/0), Grzegorz Skiba (16/1), Janusz Sobol (20/0), Henryk Sośnica (24/0), Janusz Sroka (29/3), Joachim Wieczorek (4/0), Bogdan Włodarczak (10/0), Rudolf Wojtowicz (30/5) - trenér Hubert Kostka